# 立待岬
立待岬（たちまちみさき）は、北海道函館市住吉町にある、津軽海峡に面した岬である。

## 概要
函館山の南東に位置する。津軽海峡に突き出た約30 mの断崖上にあり、大森浜から湯の川方面の海岸線や津軽海峡を一望できる景勝地である。天気の良い日には下北半島を望むことができ、また夜には津軽海峡上のイカ釣り漁船に漁火が見られる。付近にはハマナスが植えられた「はまなす公園」や売店があり、与謝野鉄幹・晶子の歌碑も設置され、函館の観光スポットとなっている。

地名由来はアイヌ語の「ヨコウシ」（待ち伏せするところ、すなわち、ここで魚を獲ろうと立って待つ）、または「ピウス」（岩の上で魚を待ち伏せして、ヤスで獲る場所）を意訳したものである。
18世紀末には北方警備の台場が設置され、外国船を監視していた。
第二次世界大戦までは要塞地帯法により市民の立ち入りを禁止されていた（津軽要塞）。

### 北海道立水族館構想
1951年（昭和26年）、この岬付近の敷地を利用した北海道立水族館の誘致運動があった。結局室蘭市に決まり1953年（昭和28年）に開館した（現・市立室蘭水族館<室蘭民報みんなの水族館>）。

### 石川啄木一族の墓
岬への取り付け道路は車一台分程度の幅である。車を利用しない観光客は函館市電谷地頭停留場から登り坂を20分程度上って岬に至るが、この坂の途中の墓地の一角に、石川啄木及びその一族の墓がある。啄木は、2年弱に及ぶ北海道での放浪生活の第一歩を函館の青柳町で記しており、死後、左手に啄木の好んだ大森浜を望むこの地に、友人である宮崎郁雨らの手によって建てられたものである。墓碑には、歌集「一握の砂」に収められた「東海の小島の礒の白砂に／われ泣きぬれて／蟹とたはむる」が刻まれている。この墓の隣には、宮崎郁雨と砂山影二の歌碑が建つ。

## ギャラリー

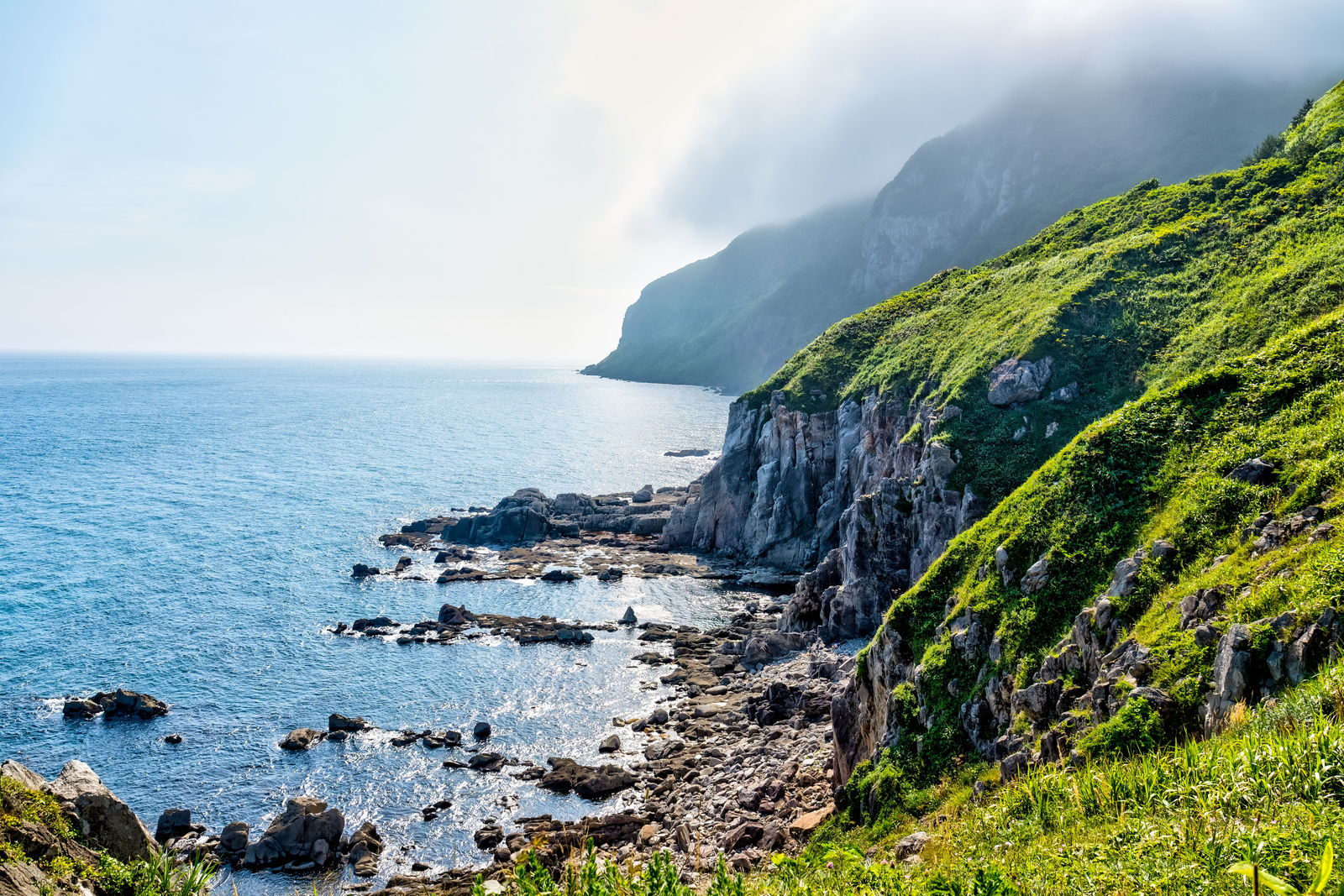
立待岬から西側の断崖を望む（2021年7月）
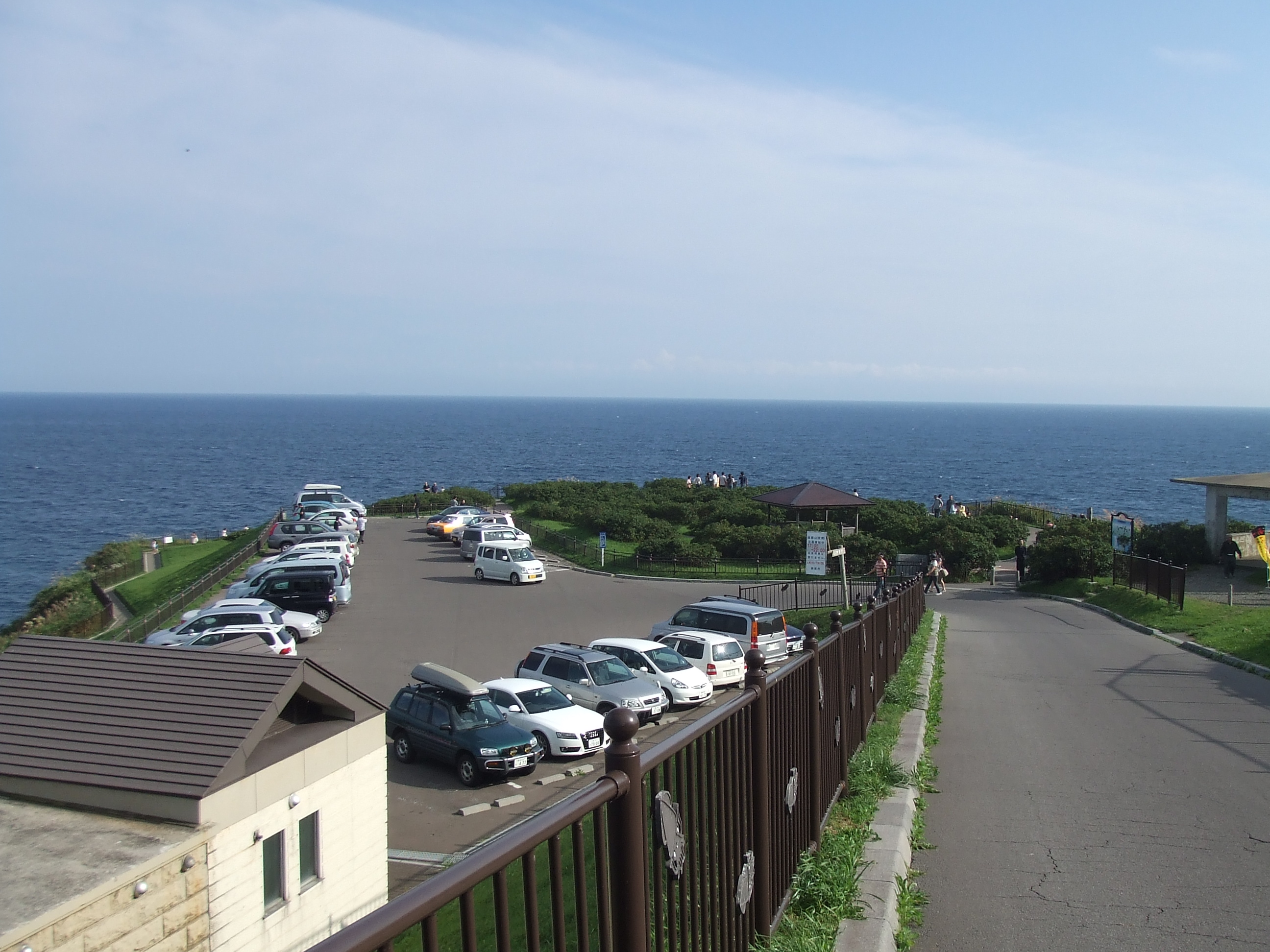
岬周辺の緑地と駐車場（2008年9月）
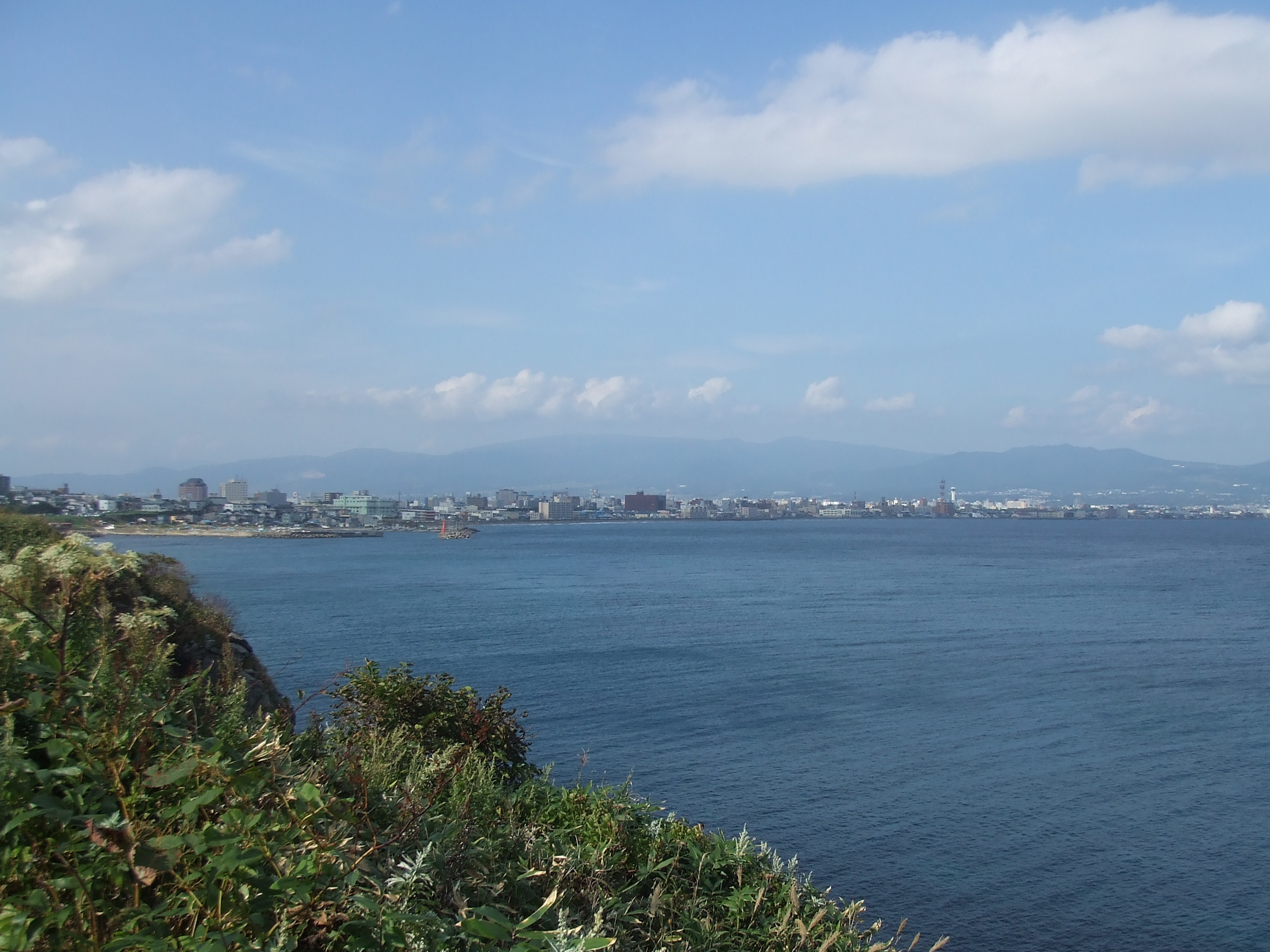
立待岬から函館の街を望む（2008年9月）
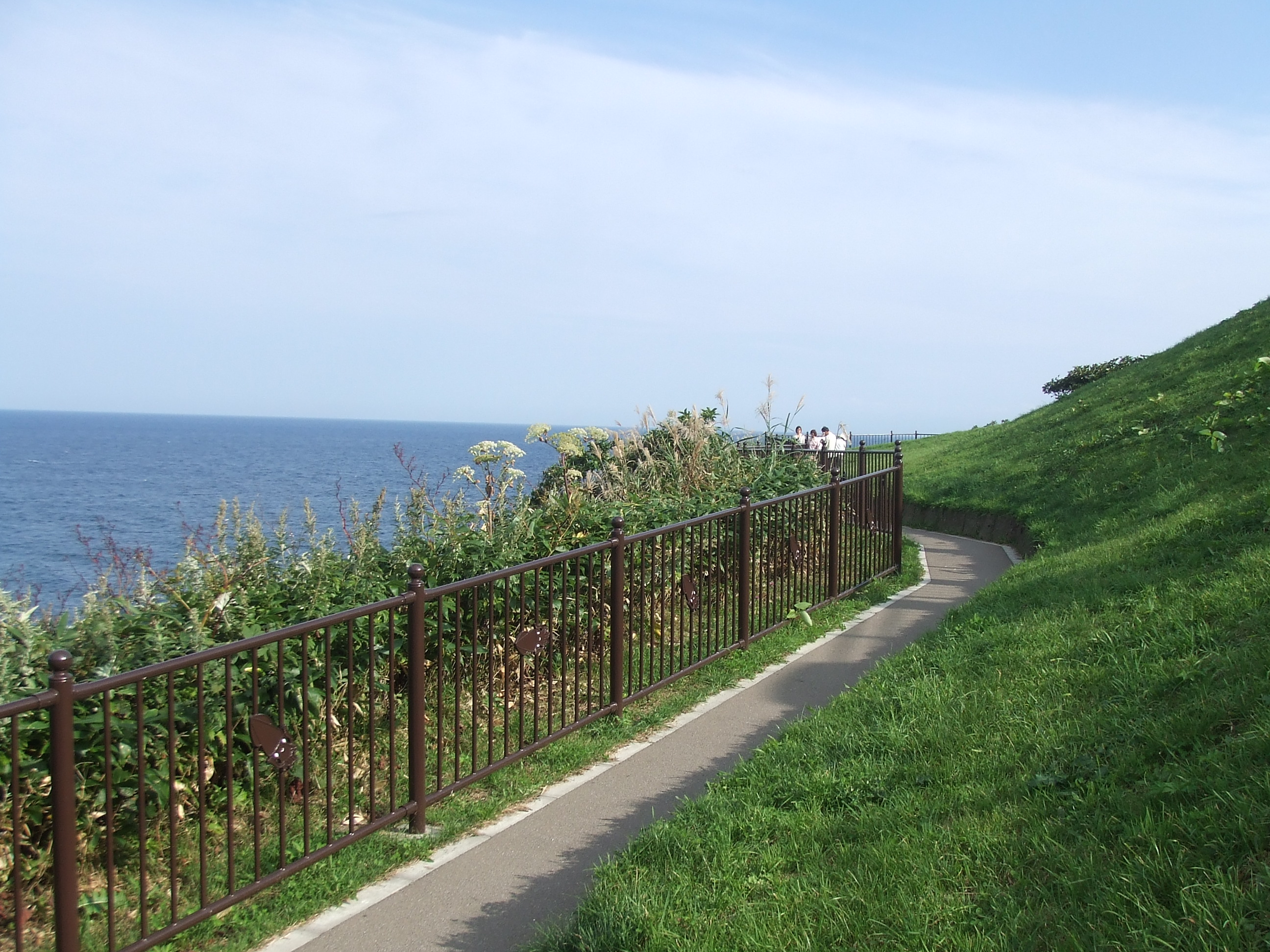
整備された遊歩道（2008年9月）
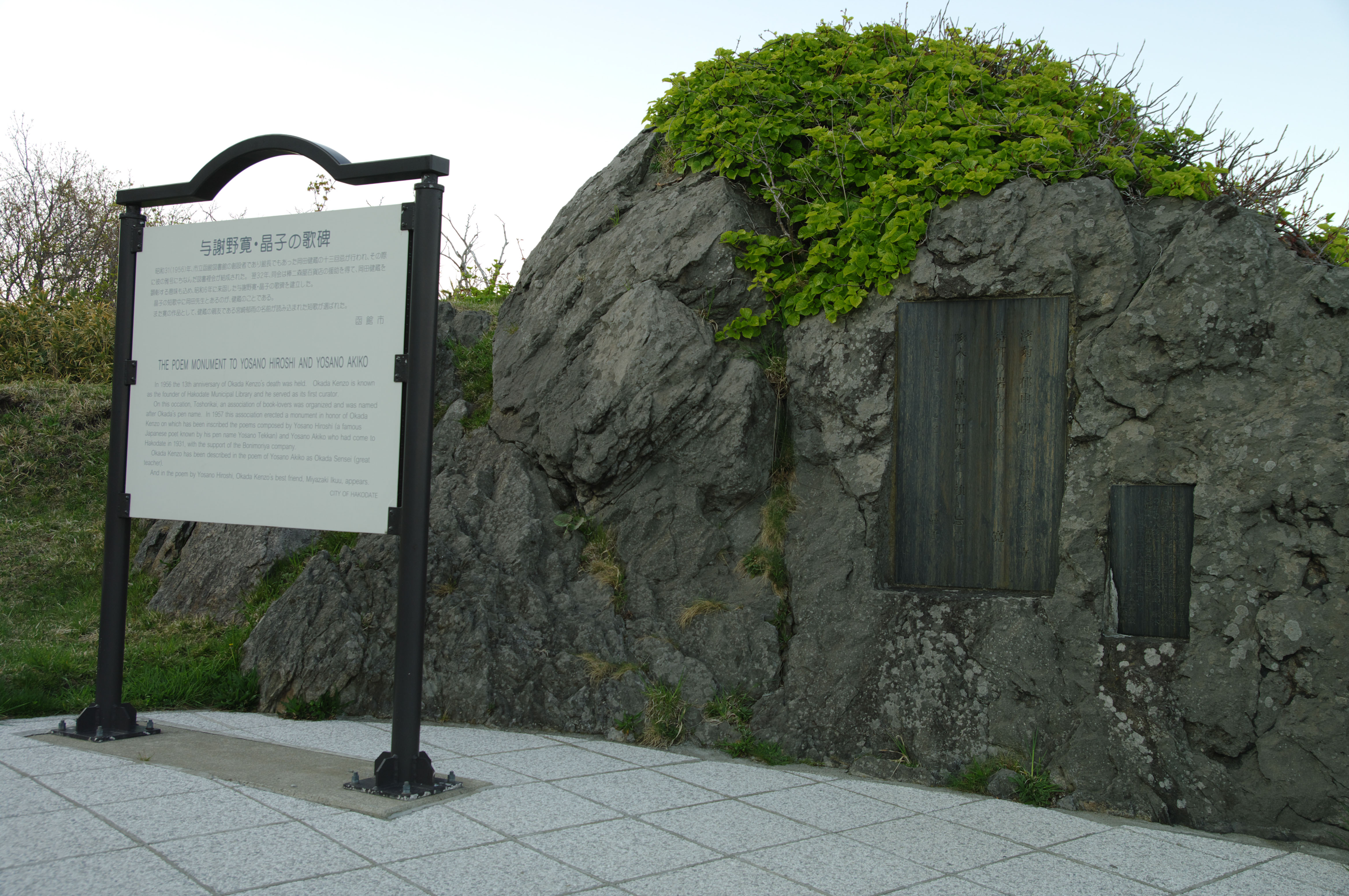
与謝野寛・晶子の歌碑
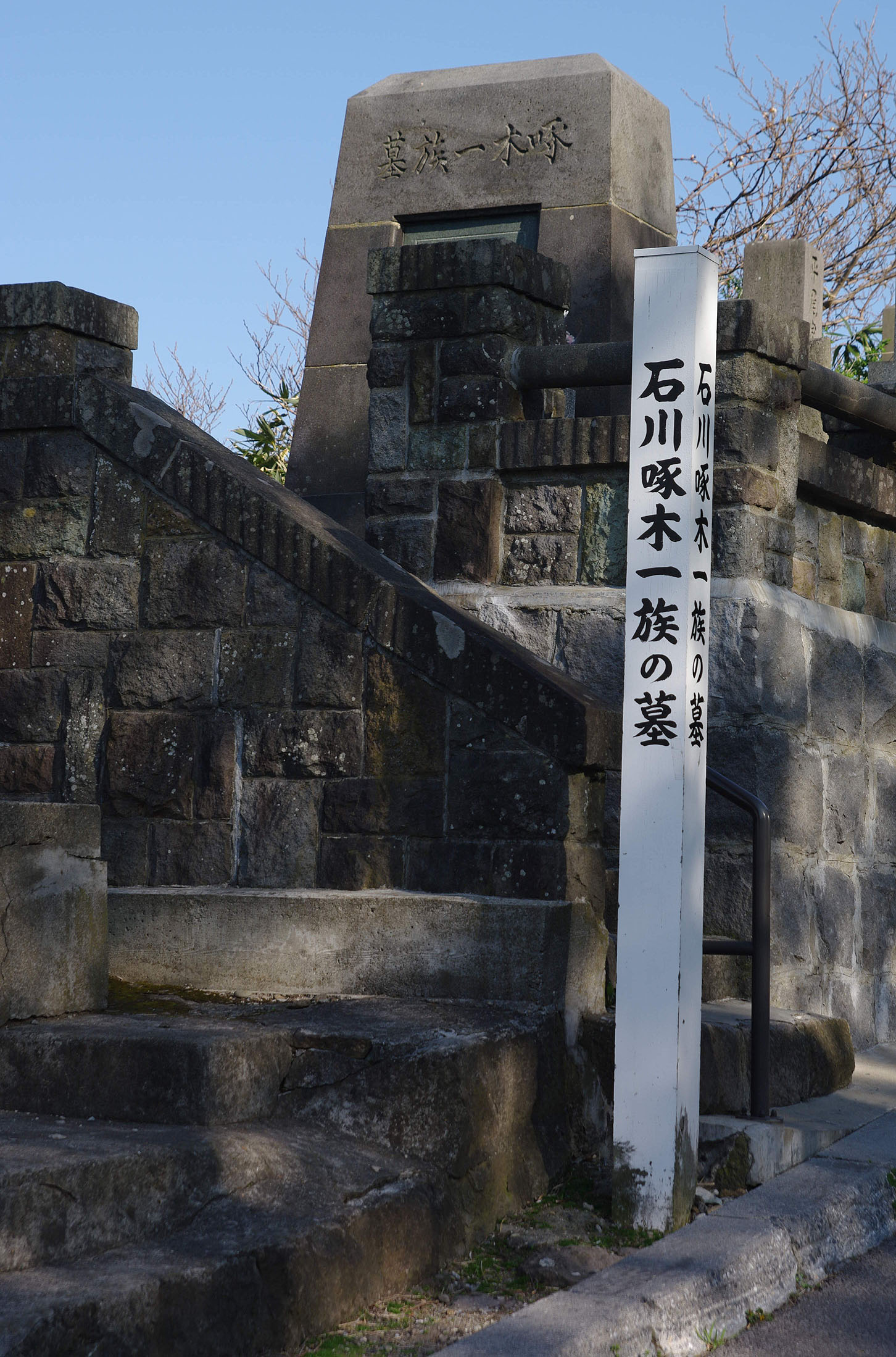
岬に向かう途中の墓地にある石川啄木一族の墓
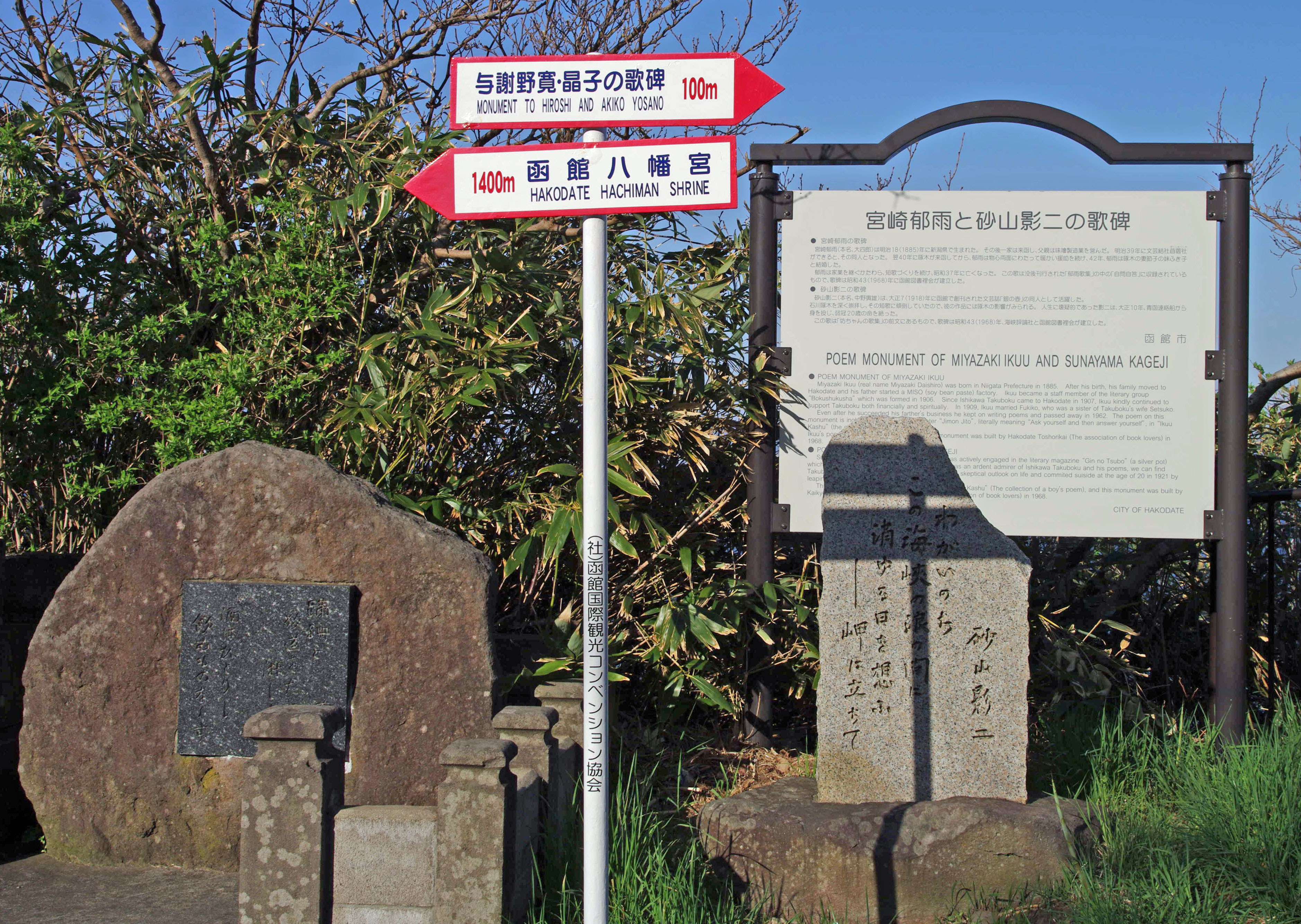
岬に向かう途中の墓地にある宮崎郁雨と砂山影二の歌碑

## アクセス
- 無料駐車場あり(40台、冬期は車両通行止め)[1]
- 函館市電「谷地頭停留場」下車、徒歩20分[1]